# Óscar Cardozo
Óscar René Cardozo Marín (født 20. maj 1983 i Juan Eulogio Estigarribia, Paraguay) er en paraguayansk fodboldspiller, der spiller som angriber hos Libertad. Han har tidligere spillet for blandt andet Newell's Old Boys, Benfica og Olympiakos.

## Landshold
Cardozo står (pr. april 2018) noteret for 51 kampe og ti scoringer for Paraguays landshold, som han debuterede for den 5. juni 2007 i en venskabskamp mod Mexico. Han var en del af sit lands trup til Copa América i 2007, og blev også udtaget til VM i 2010 i Sydafrika.